# João Almeida (Radsportler)
 João Pedro Gonçalves Almeida (* 5. August 1998 in Caldas da Rainha) ist ein portugiesischer Radrennfahrer.

## Sportlicher Werdegang
Schon als Juniorenfahrer galt João Almeida als eines der größten Radsporttalente seines Landes. So wurde er 2016 nationaler Junioren-Meister in Einzelzeitfahren und Straßenrennen, nachdem er schon 2014 portugiesischer Jugend-Meister im Punktefahren auf der Bahn geworden war.
2017 unterschrieb er einen Vertrag bei dem bulgarischen UCI Continental Team Unieuro Trevigiani-Hemus 1896. Im selben Jahr gewann er eine Etappe der Tour of Mersin, des Junioren-Rennens Toscana Terra di Ciclismo Eroica sowie eine Etappe und die Nachwuchswertung der Tour of Ukraine.
Zur Saison 2018 wechselte Almeida zum Team Hagens Berman Axeon. Sein bis dahin bemerkertenswertester Erfolg war der Sieg bei der U23-Austragung von Lüttich–Bastogne–Lüttich. Er entschied eine Etappe sowie die Nachwuchswertung des Giro Ciclistico d’Italia für sich und belegte Platz zwei in der Gesamtwertung dieses Rennens. Zudem wurde er portugiesischer Meister der Elite im Punktefahren. 2019 errang er beide nationale U23-Titel auf der Straße. Bei den Europameisterschaften wurde er Zehnter im Einzelzeitfahren der U23 und belegte Platz vier bei der Tour of Utah.
Mit dem Jahr 2020 wechselte João Almeida zu der belgischen Deceuninck-Quick-Step Mannschaft, die als UCI WorldTeam bei den wichtigsten Rennen des Straßenradsports startberechtigt war. Bei der Burgos-Rundfahrt verhalf er seinem Teamkollegen Remco Evenepoel zum Gesamtsieg und wurde selbst Gesamtdritter. Anschließend gewann er die Nachwuchswertung bei der Tour de l’Ain. In Vorbereitung auf den Giro d’Italia fuhr er die Lombardei-Rundfahrt und den Giro dell’Emilia, den er auf Platz zwei beendete. Auf der 1. Etappe des Giro d’Italia 2020, der aufgrund der COVID-19-Pandemie in den Herbst verschoben worden war, belegte João Almeida Rang zwei im Auftaktzeitfahren und übernahm auf der 3. Etappe mit der Bergankunft auf dem Ätna das Rosa Trikot des Führenden in der Gesamtwertung. Dieses verteidigte er bis zur 18. Etappe und wurde in der Gesamtwertung schließlich Vierter.
Im Jahr 2021 fuhr er bei der UAE Tour, Tirreno–Adriatico und Katalonien-Rundfahrt in die Top 10 des Gesamtklassements und gewann zudem die Nachwuchswertung der letztgenannten Rundfahrt. Nach Rang 65 bei Lüttich–Bastogne–Lüttich ging er gemeinsam mit seinem Teamkollegen Remco Evenepoel an den Start des Giro d’Italia 2021. Nachdem der Belgier die Rundfahrt vorzeitig aufgegeben hatte, stieg João Almeida zum alleinigen Kapitän der Mannschaft auf und belegte den sechsten Gesamtrang. Bei den portugiesischen Meisterschaften gewann der das Zeitfahren und vertrat sein Heimatland anschließend bei den Olympischen Spielen in Tokyo. Im Spätsommer gewann er mit der Polen-Rundfahrt sein erstes UCI-WorldTour-Rennen und sicherte sich zudem zwei Etappensiege und die Punktewertung. Bei der Luxemburg-Rundfahrt gewann er die Gesamtwertung, Nachwuchswertung, Punktewertung und die erste von vier Etappen. Nach Platz 47 bei seinen ersten Straßenradsport-Weltmeisterschaften in der Elite-Klasse folgten die Plätze zwei und drei beim Giro dell’Emilia und Mailand–Turin, ehe er mit der Lombardei-Rundfahrt sein letztes Rennen für die Deceuninck-Quick-Step Mannschaft bestritt.
Mit dem Jahr 2022 fuhr João Almeida für das UAE Team Emirates, wo er mit der Nachwuchswertung von Paris–Nizza und einer Etappe der Katalonien-Rundfahrt bereits im Frühjahr seine ersten Erfolge feierte. Den Giro d’Italia 2022 musste er auf Rang vier der Gesamtwertung liegend vor der 18. Etappe aufgrund eines positiven Test auf SARS-CoV-2 aufgeben. Bei den portugiesischen Meisterschaften gewann er das Straßenrennen und wurde dritter im Zeitfahren, ehe er sich mit einem Etappensieg und Platz zwei in der Gesamtwertung der Burgos-Rundfahrt erneut auf die Vuelta a España vorbereitete. Die letzte Grand Tour des Jahres bestritt er als Co-Leader an der Seite von Juan Ayuso, der die Rundfahrt auf dem Podium beendete, während João Almeida den fünften Gesamtrang belegte.
Im Frühjahr des Jahres 2023 gewann João Almeida mit dem zweiten Gesamtrang die Nachwuchswertung bei Tirreno–Adriatico und stand wenige Wochen später auch bei der Katalonien-Rundfahrt auf dem Podest. Beim Giro d’Italia präsentierte er sich als einer der stärksten Fahrer und gewann die 16. Etappe, eine Bergankunft auf dem Monte Bondone. In Rom stand er als Gesamtdritter erstmals auf dem Podium einer Grand Tour und sicherte sich zudem die Nachwuchswertung. Bei den portugiesischen Meisterschaften gewann er das Einzelzeitfahren, ehe er sich bei der Polen-Rundfahrt nur dem Slowenen Matej Mohorič um eine Sekunde geschlagen geben musste. Die Vuelta a España 2023 beendete er auf dem neunten Gesamtrang.
Im Frühling 2024 verhalf Almeida bei der Katalonien-Rundfahrt dem Teamleader Tadej Pogačar zu dessen Gesamtsieg, ehe er die Tour de Suisse an der Seite von Adam Yates in Angriff nahm. Almeida gewann zwei Etappen und wurde hinter seinem Teamkollegen Gesamtzweiter. Beim Tour-de-France-Debüt präsentierte er sich wieder als wichtiger Helfer von Tadej Pogačar, der seinen dritten Gesamtsieg feierte. Almeida selbst wurde Gesamtvierter mit einem Rückstand von rund 19 Minuten. Danach ging Almeida als Co-Leader an der Seite von Adam Yates bei der Vuelta a España an den Start, die unweit seiner Heimat in Lissabon gestartet wurde. Nachdem er sich auf den ersten Etappen als einer der stärksten Fahrer präsentiert hatte, verlor er auf dem 8. Abschnitt aufgrund einer SARS-CoV-2-Infektion mehrere Minuten. Tags drauf ging er nicht mehr an den Start.
Zu Beginn der Saison 2025 wurde João Almeida Gesamtzweiter der Valencia-Rundfahrt und der Algarve-Rundfahrt, ehe er bei Paris–Nizza die Bergankunft in La Loge des Gardes gewann und sich dabei vor dem zweifachen Tour-de-France-Sieger Jonas Vingegaard durchsetzte. Bei der Baskenland-Rundfahrt feierte er im April zwei Etappensiege und gewann erstmals eine Gesamtwertung für das UAE Team Emirates-XRG. In Abwesenheit seines Teamkollegen Tadej Pogačar gewann er wenige Wochen später auch die Gesamtwertung der Tour de Romandie. Im Juni 2025 entschied er die Gesamtwertung der Tour de Suisse für sich, dazu drei Etappen und die Punktewertung. Vor der letzten Etappe hatte er noch hinter Kévin Vauquelin auf Platz zwei der Gesamtwertung gelegen, konnte diesem aber beim abschließenden Bergzeitfahren über zehn Kilometer über eine Minute abnehmen und somit die Tour gewinnen. Im Anschluss ging er in den Diensten von Tadej Pogačar bei der Tour de France an den Start, wobei der Slowene seinen vierten Gesamtsieg feierte. Almeida selbst musste die Rundfahrt jedoch nach einem Sturz auf der 9. Etappe verletzungsbedingt verlassen.

## Erfolge

### Straße
2016
- Portugiesischer Meister – Einzelzeitfahren, Straßenrennen (Junioren)

2017
- eine Etappe Tour of Mersin
- eine Etappe Toscana Terra di Ciclismo Eroica
- eine Etappe und Nachwuchswertung Tour of Ukraine

2018
- Lüttich–Bastogne–Lüttich Espoirs
- Nachwuchswertung Ronde de l’Isard
- Nachwuchswertung Giro Ciclistico d’Italia

2019
- Portugiesischer Meister – Einzelzeitfahren, Straßenrennen (U23)
- Nachwuchswertung Tour of Utah

2020
- Mannschaftszeitfahren Settimana Internazionale
- Nachwuchswertung Tour de l’Ain

2021
- Nachwuchswertung Katalonien-Rundfahrt
- Portugiesischer Meister – Einzelzeitfahren
- Gesamtwertung, zwei Etappen und Punktewertung Polen-Rundfahrt

2022
- eine Etappe Katalonien-Rundfahrt
- Portugiesischer Meister – Straßenrennen

2023
- Nachwuchswertung Tirreno–Adriatico
- eine Etappe und  Nachwuchswertung Giro d’Italia
- Portugiesischer Meister – Einzelzeitfahren

2024
- zwei Etappen Tour de Suisse

2025
- eine Etappe Paris–Nizza
- Gesamtwertung, Punktewertung und zwei Etappen Baskenland-Rundfahrt
- Gesamtwertung Tour de Romandie
- Gesamt- und Punktewertung und drei Etappen Tour de Suisse

### Bahn
2014
- Portugiesischer Meister – Punktefahren (Jugend)

2018
- Portugiesischer Meister – Scratch

## Wichtigste Platzierungen
| Grand Tour            | 2020 | 2021 | 2022 | 2023 | 2024 | 2025 |
| --------------------- | ---- | ---- | ---- | ---- | ---- | ---- |
| Giro d’ItaliaGiro     | 4    | 6    | DNF  | 3    | –    | –    |
| Tour de FranceTour    | –    | –    | –    | –    | 4    | DNF  |
| Vuelta a EspañaVuelta | –    | –    | 5    | 9    | DNF  |      |

| Weltmeisterschaft        | 2020 | 2021 | 2022 | 2023 | 2024 |
| ------------------------ | ---- | ---- | ---- | ---- | ---- |
| StraßenrennenStraße      | –    | 47   | 60   | DNF  | DNF  |
| EinzelzeitfahrenEZF      | –    | –    | DNS  | 23   | 24   |
| MannschaftszeitfahrenMZF | –    | –    | –    | –    | –    |

| Monument                 | 2020 | 2021 | 2022 | 2023 | 2024 | 2025 |
| ------------------------ | ---- | ---- | ---- | ---- | ---- | ---- |
| Mailand–Sanremo          | –    | –    | –    | –    | –    | –    |
| Flandern-Rundfahrt       | –    | –    | –    | –    | –    | –    |
| Paris–Roubaix            | –    | –    | –    | –    | –    | –    |
| Lüttich–Bastogne–Lüttich | –    | 65   | –    | –    | 29   | –    |
| Lombardei-Rundfahrt      | DNF  | 40   | DNF  | –    | –    |      |